# آنتونی انان
آنتونی انان (هلندی: Anthony Annan؛ زادهٔ ۲۱ ژوئیهٔ ۱۹۸۶) یک بازیکن فوتبال اهل غنا است.
وی همچنین در تیم ملی فوتبال غنا بازی کرده‌است.